# Rather Ripped
Albums de Sonic Youth
SYR6: Koncertas Stan Brakhage Prisiminimui
(2005) The Destroyed Room: B-Sides and Rarities
(2006)
Rather Ripped est le quinzième album studio du groupe Sonic Youth sorti le 5 juin 2006 en France et le 13 juin 2006 aux États-Unis.

## Historique
Il s'agit du dernier disque du contrat du groupe avec Geffen. L'album devait initialement s'appeler Sonic Life puis Do You Believe in Rapture? Jim O'Rourke, qui avait rejoint le groupe en 2000, n'y participe pas.

## Liste des titres
1. Reena
2. Incinerate
3. Do you believe in Rapture?
4. Sleepin Around
5. What a Waste
6. Jams Run Free
7. Rats
8. Turquoise Boy
9. Lights Out
10. The Neutral
11. Pink Steam
12. Or

### Titres bonus
- La version américaine du disque ne contient pas de titre bonus.
- La version internationale du disque contient Helen Lundeberg en titre bonus.
- La version du Royaume-Uni du disque contient Helen Lundeberg et Eyeliner en titres bonus.
- La version japonaise du disque contient Helen Lundeberg, Eyeliner et Do You Believe In Rapture? (Floaty Mix) en titres bonus

## Composition du groupe
- Kim Gordon - Basse/Chant, guitare sur "Rats"
- Thurston Moore - Guitare/Chant, basse sur "Rats"
- Lee Ranaldo - Guitare/Chant
- Steve Shelley - Batterie